# 1043
| Calendário gregoriano                                                        | 1043 MXLIII                                            |
| Ab urbe condita                                                              | 1796                                                   |
| Calendário arménio                                                           | 492 – 493                                              |
| Calendário bahá'í                                                            | -801 – -800                                            |
| Calendário budista                                                           | 1587                                                   |
| Calendário chinês                                                            | 3739 – 3740 Início a 12 de fevereiro (aproximadamente) |
| Calendário copta                                                             | 759 – 760                                              |
| Calendário etíope                                                            | 1035 – 1036                                            |
| Calendários hindus - Vikram Samvat - Calendário nacional indiano - Cáli Iuga | 1098 – 1099 964 – 965 4143 – 4144                      |
| Calendário Holoceno                                                          | 11043                                                  |
| Calendário islâmico                                                          | 434 – 435                                              |
| Calendário judaico                                                           | 4803 – 4804                                            |
| Calendário persa                                                             | 421 – 422                                              |
| Calendário rúnico                                                            | 1293                                                   |
| Calendário solar tailandês                                                   | 1586                                                   |

1043 (MXLIII, na numeração romana) foi um ano comum do século XI do Calendário Juliano, da Era de Cristo, a sua letra dominical foi B (52 semanas), teve início a um sábado e terminou também a um sábado.
No território que viria a ser o reino de Portugal estava em vigor a Era de César que já contava 1081 anos.
| Ano completo                   |
| ------------------------------ |
| Ano comum com início ao sábado |

## Eventos
- 3 de Abril - Eduardo o Confessor é coroado rei de Inglaterra na Catedral de Winchester.

## Nascimentos
- Rodrigo Diaz de Vivar, conhecido como El Cid (m. 1099).

## Mortes
- 15 ou 16 de Fevereiro - Gisela da Suábia, imperatriz consorte de Conrado II.